# 砂拉越乡区学校太阳能板工程弊案
砂拉越乡区学校太阳能板工程弊案（英語：S'wak solar project scandal），是《砂拉越报告》于2018年6月10日揭露涉及马来西亚政治人物的弊案。该媒体报道，前首相纳吉·阿都拉萨在2017年1月将一份为砂拉越369所乡区学校安装太阳能能源供应设备、总值高达12亿5000万令吉的合约颁发给一家租车公司-Jepak控股私人有限公司，这项计划并没有公开招标，而且还越过教育部的所有正常程序，直接把合约颁给民都鲁的一家租车公司。纳吉夫人罗斯玛·曼梳之后因在此案涉嫌收取贿赂而被提控。
2018年11月8日，前首相纳吉到布城反贪污委员会总部给口供助查太阳能弊案。11月19日，纳吉再次针对此案前往反贪会总部录供。
2022年9月1日，罗斯玛在该案的三项控状全部成立，判处10年监禁和罚款9亿7000万令吉。

## 涉案人物
- 罗斯玛·曼梳，时任首相夫人
- 纳吉·阿都拉萨，时任首相兼财政部长
- 赛迪阿邦，日拔控股私人有限公司董事经理
- 马哈兹尔，时任教育部长
- 玛迪娜，时任教育部秘书长
- 理查，罗斯玛助理
- 山苏，赛迪阿邦司机

## 法院审理

### 罗斯玛
2018年11月15日，罗斯玛面对2项在砂拉越369所乡区学校太阳能供应合约中，索贿1亿8750万令吉及收贿150万令吉的指控，她皆不认罪。
2019年4月10日，罗斯玛面对1项加控罪，指她在上述合约中，收贿500万令吉，她同样否认认罪。
2020年2月5日，罗斯玛被控涉及砂拉越学校太阳能舞弊案（上述3项控状），在高庭开审。
2020年9月，罗斯玛前助理理查曼梳（Rizal Mansor）作为检方第21名证人，出庭指控罗斯玛。
2020年12月11日，控方完成举证工作，总共传召了23名证人，耗时约10个月。
2021年2月10日，控辩双方完成口头陈词。
2021年2月18日，高庭宣判罗斯玛表罪成立，谕令她需要出庭自辩。
2021年5月6日，罗斯玛入禀吉隆坡高庭，寻求高庭裁定此案的主控官哥巴斯里南资格不符，要求撤换哥巴斯里南，并寻求法庭宣判此案审讯无效。
2021年9月24日，吉隆坡高庭驳回罗斯玛要求撤销表罪成立的申请以及撤换哥巴斯里的申请。
2021年10月5日，案件进入自辩阶段，共传召2名辩方证人。
2021年12月6日，上诉庭驳回罗斯玛就撤换哥巴斯里南和此案审讯无效提出的上诉申请。
2022年2月23日，完成自辩阶段。
2022年5月12日，案件过堂，法官择定2022年7月7日对此案作出判决。
2022年5月27日，联邦法院驳回罗斯玛就撤换哥巴斯里南和此案审讯无效提出的上诉申请。
2022年6月24日，罗斯玛入禀法庭申请获得司法检讨准令，以寻求法庭宣判哥巴斯里南，在她被控的刑事案件中受委高级副检察司是违法的。
2022年7月1日，案件过堂，法官择定将下判日改至9月1日。
2022年8月30日，高庭驳回罗斯玛提出的司法检讨准令申请。罗斯玛临时入禀法庭提出申请，要求承审此案的高庭法官莫哈末再尼退审。
2022年9月1日，高庭驳回罗斯玛要求法官退审的申请。同日宣判罗斯玛3项控状罪名成立，判处10年监禁和9.7亿令吉罚款。